# Józef Zając (cichociemny)
Józef Feliks Zając pseud.: Kolanko, Rozdzielacz, Zawór, vel Józef Synek (ur. 10 marca 1902 w Gorlicach, zm. 9 października 1968 w Londynie) – żołnierz Wojska Polskiego II RP, uczestnik wojny polsko-bolszewickiej, urzędnik samorządowy, żołnierz Polskich Sił Zbrojnych na Zachodzie, oficer Armii Krajowej, porucznik piechoty, cichociemny. 
Po wojnie w Głównej Komisji Weryfikacyjnej Armii Krajowej Sztabu Głównego, później sekretarz Koła Cichociemnych w Londynie. Specjalność wojskowa: broń pancerna, znajomość języków: francuski, niemiecki. Zwykły Znak Spadochronowy nr 0214, Bojowy Znak Spadochronowy nr 1536.

## Życiorys
Po ukończeniu gimnazjum w Nowym Sączu w 1918 roku kontynuował naukę w Szkole Handlowej w Krakowie. W 1919 roku ochotniczo wstąpił do Wojska Polskiego. Został przydzielony do 1 pułku strzelców podhalańskich. Brał udział w wojnie polsko-bolszewickiej. Z 1 kompanią sztabową Brygady Górskiej uczestniczył w wielu bitwach z bolszewikami, następnie w kompanii sztabowej 21 Dywizji Piechoty Górskiej uczestniczył w ofensywie sierpniowej 1920 roku od Łukowa aż po Wilno.
Po demobilizacji w 1921 roku pracował w Muszynie, Nowym Sączu i Borysławiu. W latach 1924–1939 pracował jako rachmistrz w Wydziale Powiatowej Rachuby Starostwa w Kopyczyńcach. Działał społecznie, m.in. w Komitecie Wychowania Fizycznego i Przysposobienia Wojskowego oraz w Powiatowym Związku Straży Pożarnych w Kopyczyńcach (1933 – 1939).
We wrześniu 1939 roku został wyreklamowany przez starostę od służby. 18 września przekroczył polsko-rumuńską w Zaleszczykach i w październiku statkiem SS Pułaski dotarł do Francji, gdzie został przydzielony do Szkoły Podchorążych Piechoty w Camp de Coëtquidan. Od 28 kwietnia do 22 czerwca 1940 roku walczył w kampanii francuskiej jako dowódca drużyny, następnie zastępca dowódcy plutonu w 2 kompanii II batalionu 3 pułku Grenadierów Śląskich 1 Dywizji Grenadierów. 22 czerwca zatrzymany na granicy szwajcarskiej, dostał się do niewoli niemieckiej, w której przebywał do czerwca 1942 roku, m.in. w Stalagu XVIII A Kaisersteinbruch. Na przełomie stycznia i lutego 1941 roku przeniesiony do Stalagu I A. Tam zachorował na płuca i został przeniesiony do szpitala w Marsylii, następnie w Clermont-Ferrand.
14 lipca 1942 roku wraz z kilkunastoma osobami uciekł barką morzem na Gibraltar, dotarł tam na przełomie maja i czerwca 1942 roku. W sierpniu 1942 roku przedostał się przez Pireneje i Francję do Wielkiej Brytanii. Pod koniec sierpnia 1942 roku został przydzielony do 1 Pułku Rozpoznawczego 1 Dywizji Pancernej.
28 marca 1943 roku zgłosił się do służby w Kraju. Od 10 maja 1943 r. do 20 marca 1944 roku uczestniczył w kursach specjalnych dla kandydatów na cichociemnych, m.in. kurs dywersyjno-strzelecki (STS 25a) w Garramour, kursu wywiadu (STS 34) Bealieu, sabotażu komunikacyjnego i przemysłowego (STS 17) Brickendonbury, broni pancernej (m.in. w Catterick Camp). Uczestnik kursu walki konspiracyjnej oraz odprawowego w STS 43 Audley End. Instruktor kursu specjalnego. Zaprzysiężony 15 grudnia 1943 roku w Chicheley, przydzielony do Oddziału VI (Specjalnego) Sztabu Naczelnego Wodza. Przetransportowany do Głównej Bazy Przerzutowej w Brindisi we Włoszech, przebywał na stacjach wyczekiwania od 12 kwietnia do 3 maja 1944 roku. Skoczył ze spadochronem do Polski w nocy z 4 na 5 maja 1944 roku w operacji lotniczej „Weller 26” dowodzonej przez mjra naw. Józefa Gryglewicza, na placówkę odbiorczą „Szczur” 221 (kryptonim polski, brytyjskie oznaczenie numerowe pinpoints) położoną w okolicy wsi Wola Gałęzowska. Z samolotu Liberator o numerze BZ-965 „S” razem z nim skoczyli (ekipa L/50): ppor. Adam Dąbrowski ps. Puti, ppor. Adam Krasiński ps. Szczur, ppor. Andrzej Prus-Bogusławski ps. Pancerz, kpt. Jan Walter ps. Cyrkiel oraz Alfred Whitehead ps. Dolina 2. Zrzut skoczków oraz zasobników i paczek z dwóch samolotów trwał 1,5 godz. i został w całości przyjęty przez oddział partyzancki Armii Krajowej, dowodzony przez ppor. Aleksandra Sarkisowa ps. Szaruga.
Początkowo w oddziałach leśnych AK, następnie z kurierem Delegatury Rządu na Kraj udaje się do Warszawy. Aklimatyzacja w Warszawie, przy wsparciu „ciotki” Michaliny Wieszeniewskiej i in. Po aklimatyzacji dostał przydział do 27 Wołyńskiej Dywizji Piechoty, jednak przydział ten nie został zrealizowany. Od 5 maja do 31 lipca 1944 roku przydzielony do Okręgu AK Warszawa. W czasie powstania warszawskiego jako jeden z pierwszych początkowo wraz z Tadeuszem Jaworskim ps. Bławat oraz Zbigniewem Wilczkiewiczem ps. Kij w grupie ochotników próbujących zdobyć gmach PAST-y. 5 sierpnia 1944 został przydzielony do batalionu „Kiliński” na stanowisko zastępcy dowódcy 9 kompanii. Od 5 sierpnia 1944 roku walczył w obronie rejonu placu Grzybowskiego oraz ulic Grzybowska – Ceglana – Graniczna – Żelazna Brama – Królewska – Marszałkowska – Zielna – Świętokrzyska, ew. dojścia do placu Bankowego. Walczył wraz z kompanią o utrzymanie placówki „Królewska 16”, położonej na obrzeżu Ogrodu Saskiego. Wyróżnił się szczególnie 18 sierpnia 1944 roku podczas całodziennych walk z nacierającymi pod osłoną czołgów Niemcami, na pl. Grzybowskim i ul. Królewskiej, a także podczas nocnego szturmu w nocy z 30 na 31 sierpnia na Hale Mirowskie. Został ranny w obie nogi. Od 9 września walczył w batalionie szturmowym „Rum”. 

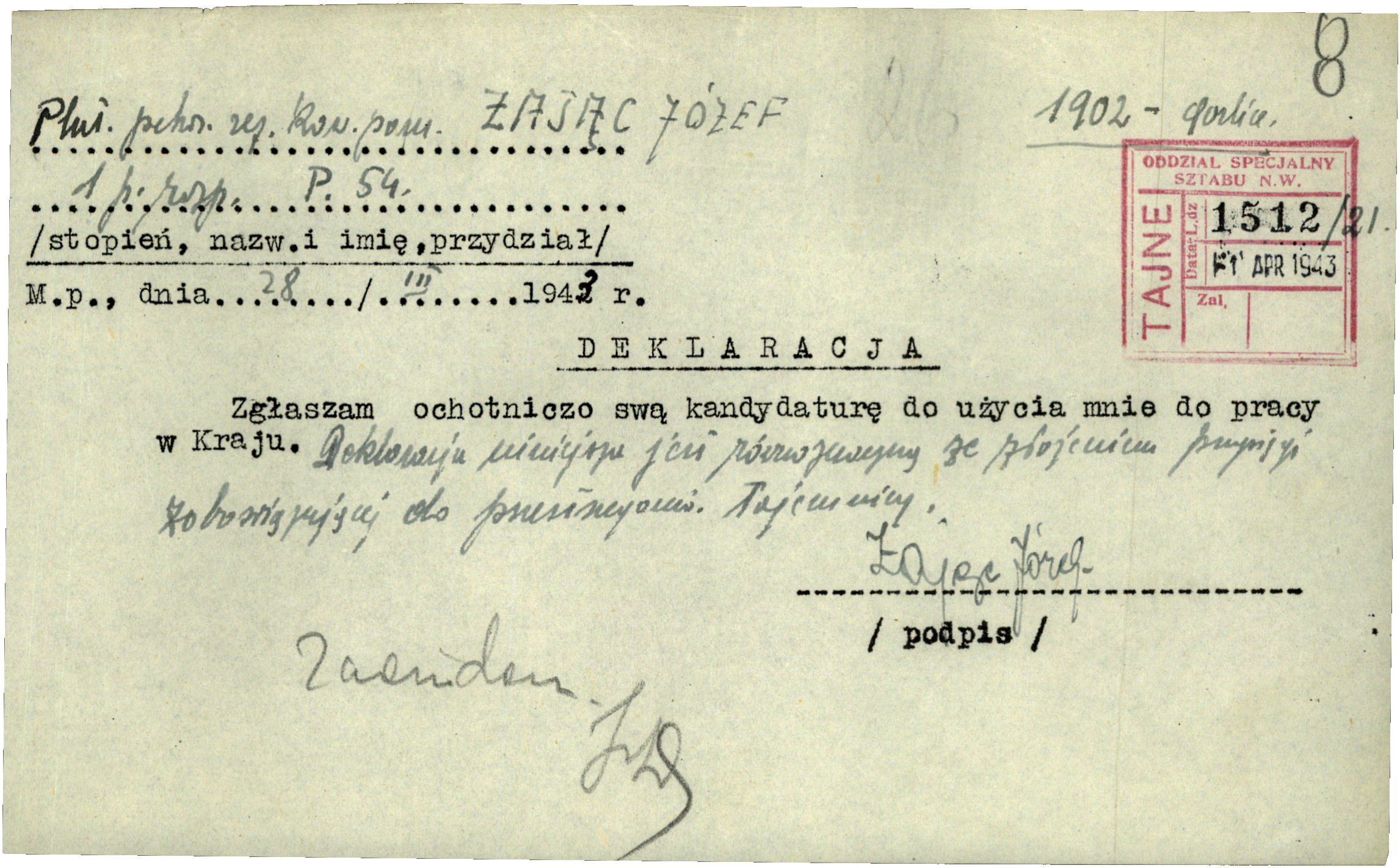
Deklaracja Cichociemnego o wyrażeniu zgody na służbę w Armii Krajowej

Po kapitulacji powstania, od 5 października 1944 roku do 2 maja 1945 roku przebywał w obozach niemieckich, początkowo Ożarów, Stalag 344 Lamsdorf, następnie Oflag II-D Gross Born, potem Oflag X A Sandbostel oraz Oflagu X C. Uwolniony 2 maja 1945 roku przez wojska brytyjskie. 10 maja 1945 roku zameldował się w Oddziale VI Sztabu Naczelnego Wodza w Londynie. 1 lipca 1945 roku otrzymał od Szefa Oddziału VI Sztabu Naczelnego Wodza rozkaz pracy w Głównej Komisji Weryfikacyjnej Armii Krajowej przy 11 Leopold Road w Londynie, później siedzibie Studium Polski Podziemnej. Został zweryfikowany przez tę komisję 29 listopada 1945 roku. Pracował w niej do 31 maja 1947 roku. Osiedlił się w Wielkiej Brytanii. Działał w Kole Cichociemnych w Londynie, został wybrany sekretarzem Koła.
Był autorem wspomnień: Służba na odcinku opublikowanych w książce pt. Drogi cichociemnych... (wyd. I, II, III, Veritas, Londyn, 1954, 1961, 1972, Bellona, Warszawa, 1993, 2008). 

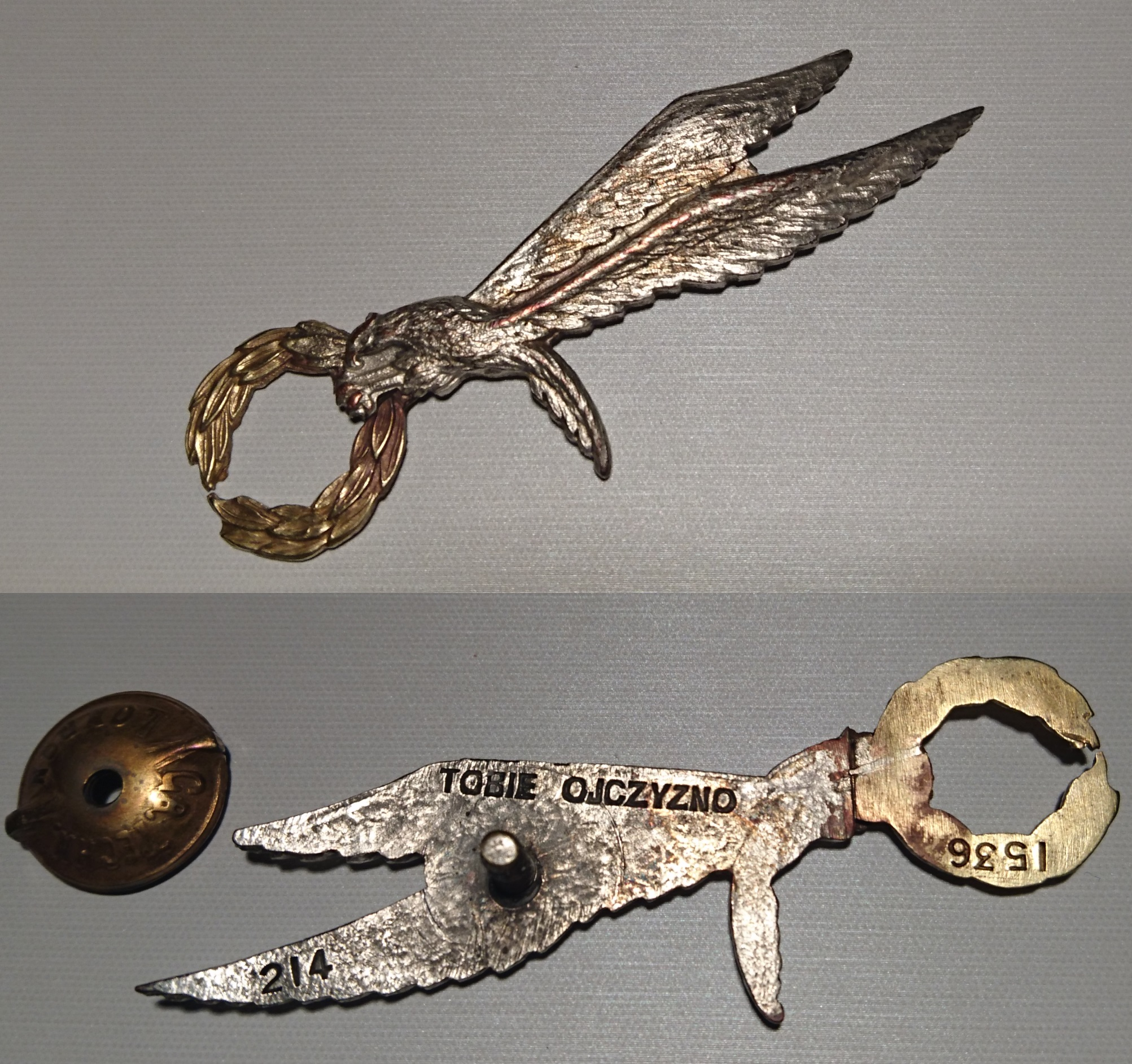
Bojowy Znak Spadochronowy Józefa Zająca

## Awanse
- starszy strzelec – 1919
- kapral – 1920
- kapral podchorąży – 1939
- plutonowy podchorąży – maj 1940 roku
- podporucznik – 28 czerwca 1944 roku, ze starszeństwem z dniem 5 maja 1944 roku
- porucznik – 1 października 1944 roku, zweryfikowany 29 listopada 1945 roku.

## Odznaczenia
- Srebrny Krzyż Zasługi – 1939
- Krzyż Walecznych – czterokrotnie, w tym dwukrotnie za udział w kampanii francuskiej 1940 roku i dwukrotnie za męstwo i odwagę osobistą w czasie powstania warszawskiego.
- Medal Wojska – czterokrotnie, w tym za udział w kampanii francuskiej 1940 roku i za ucieczkę z niewoli niemieckiej i przedzieranie się przez Pireneje do Wielkiej Brytanii.

## Życie rodzinne
Był synem Stanisława i Antoniny z domu Gawor. Miał dwie siostry: Janinę i Marię oraz dwóch braci: Stefana i Henryka. Był dwukrotnie żonaty, jego pierwszą żoną była Aniela z domu Pierogowska (1900–1992). Mieli dwoje dzieci: Zbigniewa (1927–2002) i Ewę (1931–2017). Będąc na emigracji ożenił się powtórnie. Jego wnuki to b. poseł Ryszard Zając syn Ewy oraz Adam Zając syn Zbigniewa. 